# Charles Vidor
Pour le cinéaste américain, voir King Vidor.
Pour les articles homonymes, voir Vidor (homonymie).
Charles Vidor (27 juillet 1900 – 4 juin 1959) est un réalisateur de cinéma hongrois. Né Vidor Károly dans une famille juive de Budapest en Hongrie, il s'est fait connaître durant les dernières années du cinéma muet ainsi que dans les années 1940, notamment pour son film Gilda

## Biographie
Charles Vidor est né le 27 juillet 1900 dans la ville de Budapest, en Hongrie. Il fait ses études aux universités de Budapest et de Berlin, puis se tourne vers l'ingénierie civile, tout en développant un intérêt pour la musique, l'écriture, et la sculpture. Lieutenant d'infanterie durant la Première Guerre mondiale, il est blessé à trois reprises et reçoit quatre décorations. Au lendemain de la guerre, il rejoint la UFA, (principale société de production allemande) et apprend les métiers de monteur et d'assistant réalisateur.
En 1924, il décide de tenter sa chance aux États-Unis, choisissant la ville de New York pour débuter, où, manquant de contacts, chante un temps comme baryton-basse dans une compagnie jouant les opéras de Wagner. Finalement, en 1927, il gagne Hollywood et fait valoir son expérience de monteur et assistant réalisateur. Son premier essai, un court métrage intitulé The Bridge lui permet de signer un contrat avec la MGM.
En 1932, il codirige, sans être crédité, Le Masque d'or, avec Charles Brabin, et signe enfin son premier film hollywoodien l'année suivante avec Sensation Hunter. Toutefois, c'est Double Doors, en 1934, petit thriller aux tonalités expressionnistes, qui le fait remarquer. En 1935 il passe à la RKO et réalise son premier western, The Arizonian, dans lequel Richard Dix débarrasse une petite ville de son shérif corrompu. Il enchaine alors avec une comédie familiale (His Family Tree, 1935), un film de détective (Muss 'Em up, 1936) et, pour la Paramount, trois séries B mineures tournées rapidement en 1937 (voir filmographie).

En 1939, il signe avec la Columbia Pictures, qu'il va servir jusqu'en 1948, y tournant film d'aventure, film criminel, drame, thriller en huis clos, comédies romantiques, western, ou encore biographie filmée.

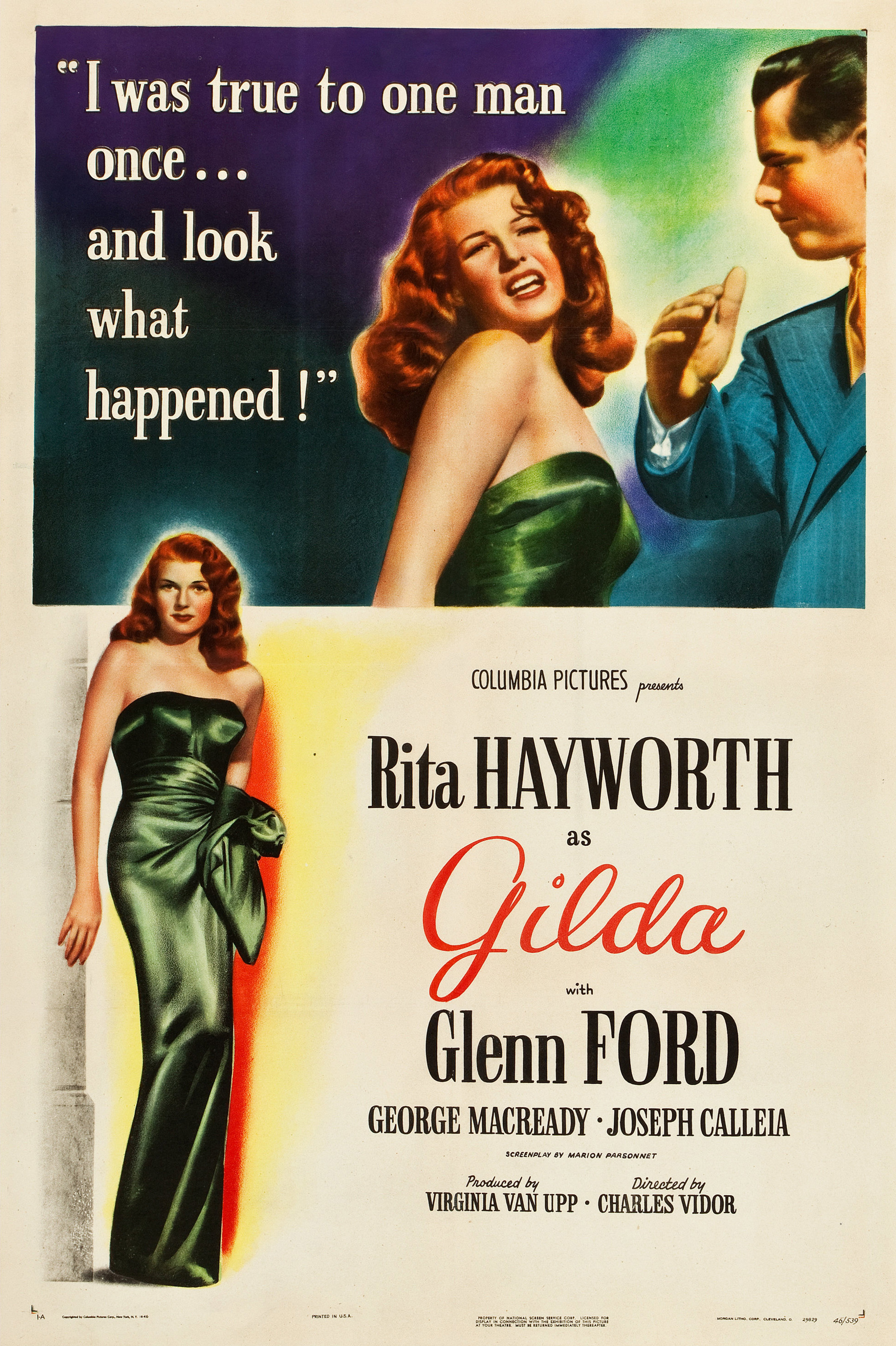
Gilda

De cette période, Gilda,, est sans doute sa réalisation la plus célèbre ; poussée par la Columbia à renouveler la magie sensuelle du couple vedette, Vidor accepte de tourner une adaptation de Carmen, opéra de Georges Bizet, intitulée Les Amours de Carmen. L'échec retentissant de ce film met le cinéaste en position délicate au sein de la compagnie. Il rachète alors son contrat à Harry Cohn pour 75 000 dollars et se met à disposition de n'importe quelle major hollywoodienne.
Ainsi, pour la Samuel Goldwyn Productions il signe la comédie musicale Hans Christian Andersen et la Danseuse (1952) ; pour la Paramount, le film d'aventure Tonnerre sur le temple ; et pour la MGM, il dirige successivement Elizabeth Taylor et Vittorio Gassman dans le drame Rhapsodie, Doris Day dans le film biographique Les Pièges de la passion, et Grace Kelly dans Le Cygne, quelques semaines avant que celle-ci ne devienne princesse de Monaco.
En 1957, il tourne Le Pantin brisé pour la Paramount, la biographie de Joe E. Lewis, populaire chanteur des années 1920 à 1950, gravement blessé par la mafia mais qui remonta sur la scène malgré les menaces. Le film offre une célèbre prestation de Frank Sinatra. L'année suivante, Vidor remplace au pied levé sur le tournage de L'Adieu aux armes produit par David O. Selznick. Ce fut l'un des plus grands échecs de Selznick, bien qu'adapté du roman d'Ernest Hemingway, et financé à grand frais.
En 1960, Charles Vidor entame Le Bal des adieux, autre biographie filmée, consacrée cette fois à une figure majeure du romantisme européen : le pianiste/compositeur Franz Liszt, vu sous l'angle de ses relations, parfois houleuses ou contrariées, avec les femmes de sa vie. Le cinéaste meurt au milieu du tournage, terminé alors par George Cukor. Dirk Bogarde rapporte que « Le cercueil de Vidor s'étant révélé trop petit, on scia les jambes du mort pour l'y faire entrer, et c'est ainsi qu'il fut rapatrié vers les États-Unis ».
Vidor est mort à Vienne en Autriche d'une attaque cardiaque. Une étoile lui est dédiée sur le Hollywood Walk of Fame, 6676 Hollywood Boulevard en Californie, pour sa contribution à l'industrie du cinéma.

### Vie privée
Charles Vidor s'est marié quatre fois, notamment avec les actrices : 
- Karen Morley (de 1932 à 1943)
- Evelyn Keyes (de 1943 à 1945)

## Filmographie
- 1929 : The Bridge, court-métrage
- 1933 : Sensation Hunters
- 1934 : Double Door
- 1935 : Drôle de famille (Strangers All)
- 1935 : The Arizonian
- 1935 : His Family Tree
- 1936 : Muss 'Em Up
- 1937 : A Doctor's Diary
- 1937 : The Great Gambini
- 1937 : She's No Lady
- 1939 : La Tragédie de la forêt rouge (Romance of The Redwoods)
- 1939 : L'Étrange Rêve (Blind Alley)
- 1939 : Those High Grey Walls
- 1939 : The Gates of Alcatraz
- 1940 : My Son, My Son !
- 1940 : The Lady in Question, avec Rita Hayworth
- 1941 : They Dare Not Love, réalisé par James Whale avec l'assistance non-créditée de Charles Vidor
- 1941 : Ladies in Retirement, avec Ida Lupino
- 1941 : New York Town
- 1942 : Tamara de Tahiti (The Tuttles of Tahiti), avec Charles Laughton
- 1943 : Les Desperados (The Desperadoes), avec Randolph Scott et Glenn Ford
- 1944 : La Reine de Broadway (Cover Girl), avec Rita Hayworth et Gene Kelly
- 1944 : Coup de foudre (Together Again), avec Irene Dunne et Charles Boyer
- 1945 : La Chanson du souvenir (A Song to Remember), avec Merle Oberon et Cornel Wilde
- 1945 : Over 21 avec Irene Dunne
- 1946 : Gilda, avec Rita Hayworth et Glenn Ford
- 1948 : Les Amours de Carmen (The Loves of Carmen), avec Rita Hayworth et Glenn Ford
- 1951 : It's a Big Country
- 1952 : Hans Christian Andersen et la Danseuse (Hans Christian Andersen), avec Danny Kaye
- 1952 : Tonnerre sur le temple (Thunder in the East), avec Deborah Kerr et Alan Ladd
- 1954 : Rhapsodie (Rhapsody), avec Elizabeth Taylor
- 1955 : Les Pièges de la passion (Love Me or Leave Me) avec Doris Day et James Cagney
- 1956 : Le Cygne  (The Swan), avec Grace Kelly, Alec Guinness et Louis Jourdan
- 1957 : Le Pantin brisé (The Joker Is Wild), avec Frank Sinatra
- 1957 : L'Adieu aux armes (A Farewell to Arms), avec Jennifer Jones et Rock Hudson
- 1957 : Le Bal des adieux (Song Without End), avec Dirk Bogarde et Capucine